# Lill-Ringvattnet
Lill-Ringvattnet är en sjö i Strömsunds kommun i Jämtland och ingår i Ångermanälvens huvudavrinningsområde. Sjön har en area på 0,424 kvadratkilometer och ligger 315,4 meter över havet. Sjön avvattnas av vattendraget Kvarnån (Dammån).

## Delavrinningsområde
Lill-Ringvattnet ingår i det delavrinningsområde (711634-148411) som SMHI kallar för Utloppet av Lill-Ringvattnet. Medelhöjden är 366 meter över havet och ytan är 4,68 kvadratkilometer. Räknas de 2 avrinningsområdena uppströms in blir den ackumulerade arean 31,52 kvadratkilometer. Kvarnån (Dammån) som avvattnar avrinningsområdet har biflödesordning 4, vilket innebär att vattnet flödar genom totalt 4 vattendrag innan det når havet efter 228 kilometer. Avrinningsområdet består mestadels av skog (83 procent). Avrinningsområdet har 0,23 kvadratkilometer vattenytor vilket ger det en sjöprocent på 4,8 procent.